# Estàtues de Sperlonga

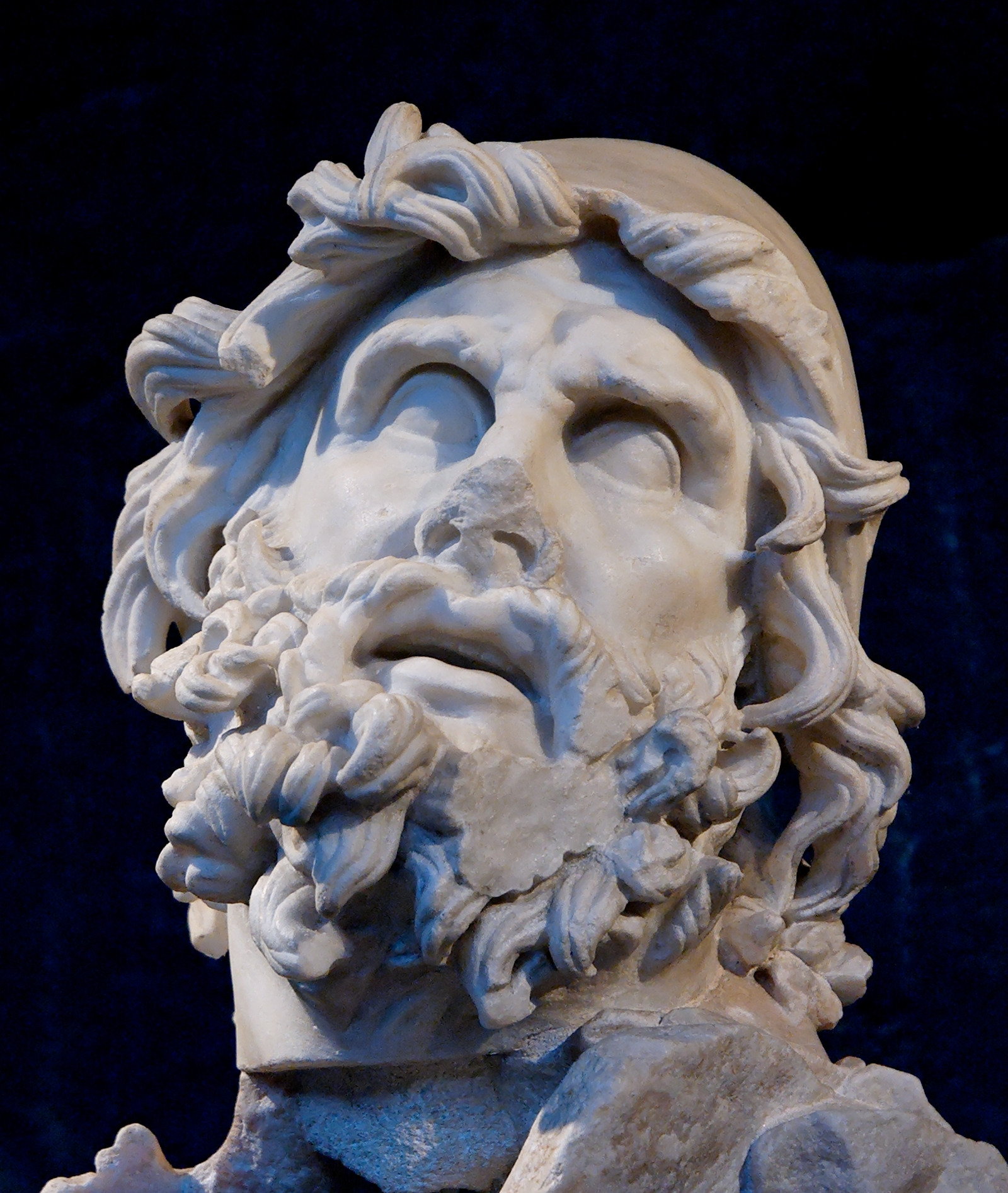
Detall del cap d'Ulisses en el Grup Polifem

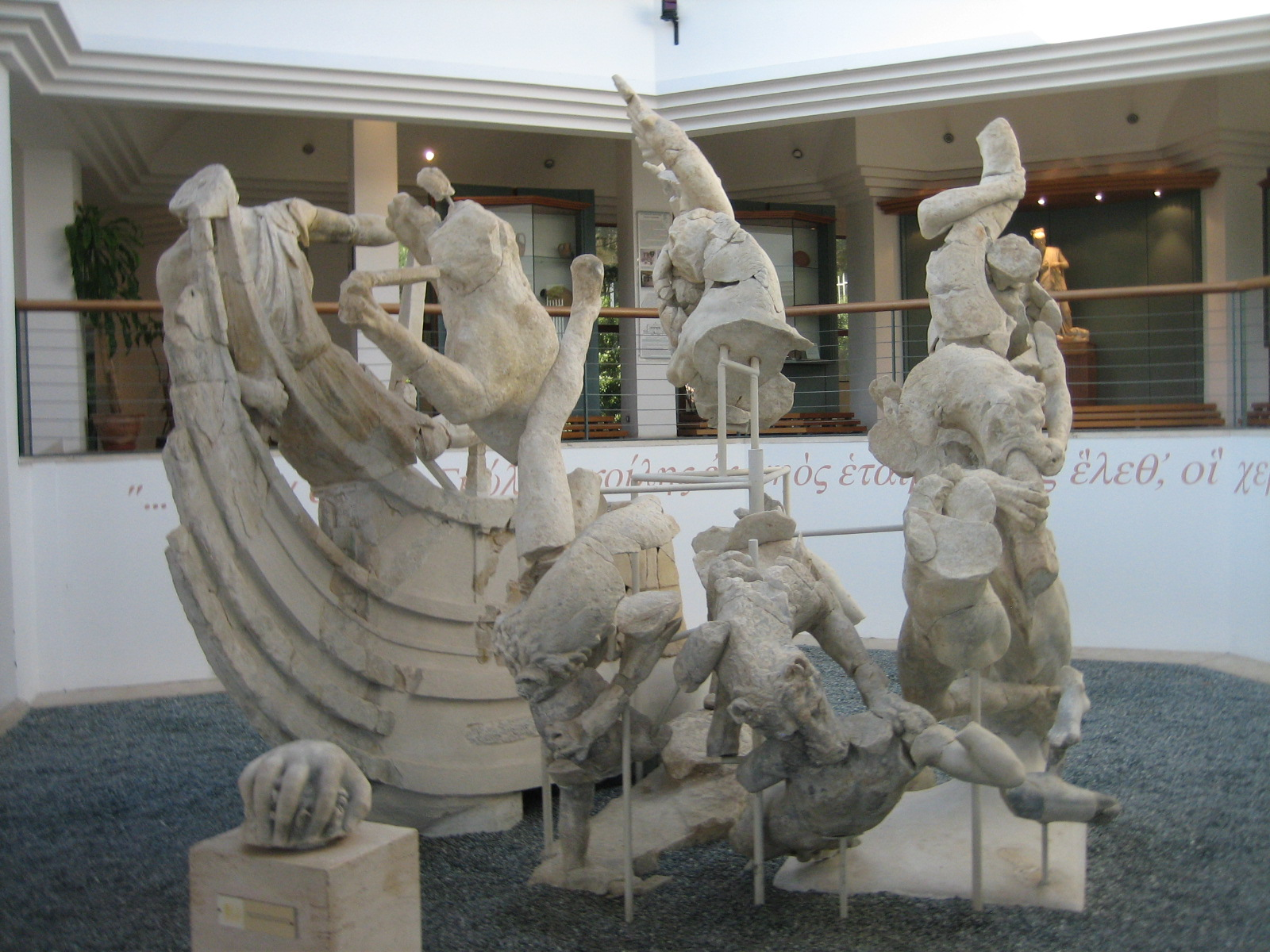
Reconstrucció arbitrària del Grup Escil·la

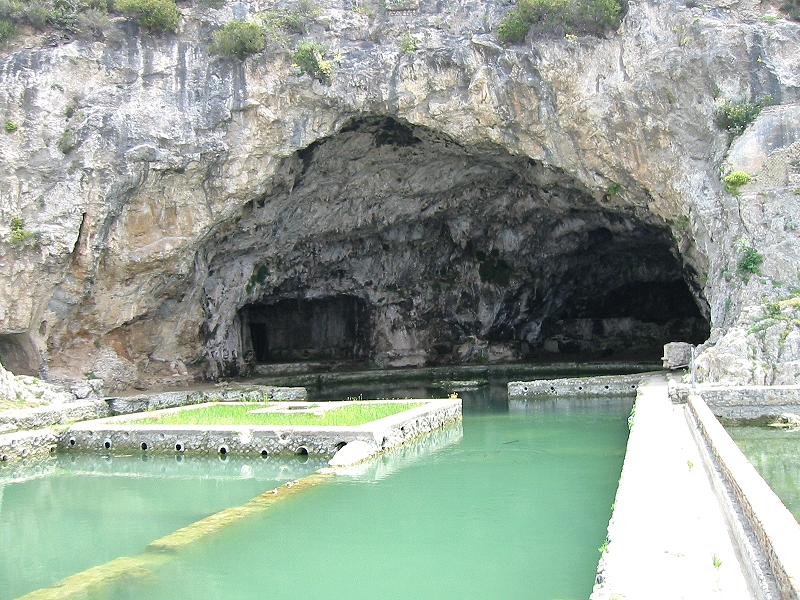
Gruta i estany al 2006, amb el triclini cobert d'herbes. L'illot del Grup Escil·la es troba a la cova

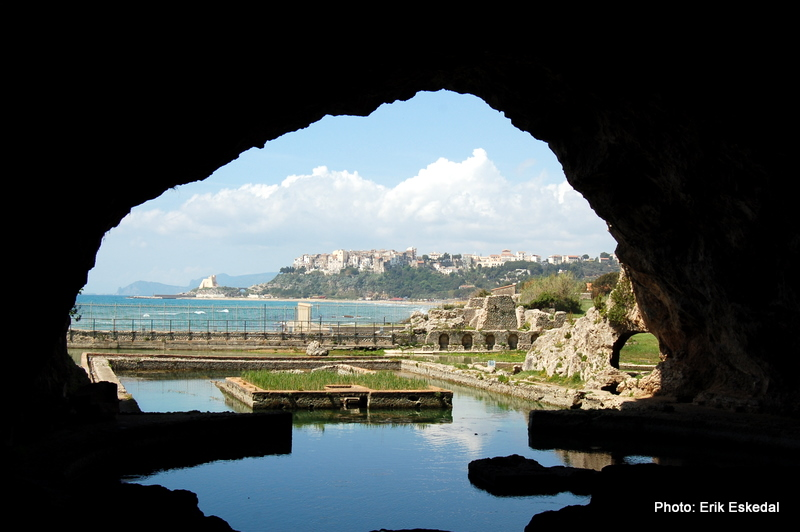
Vista des de dins de la gruta

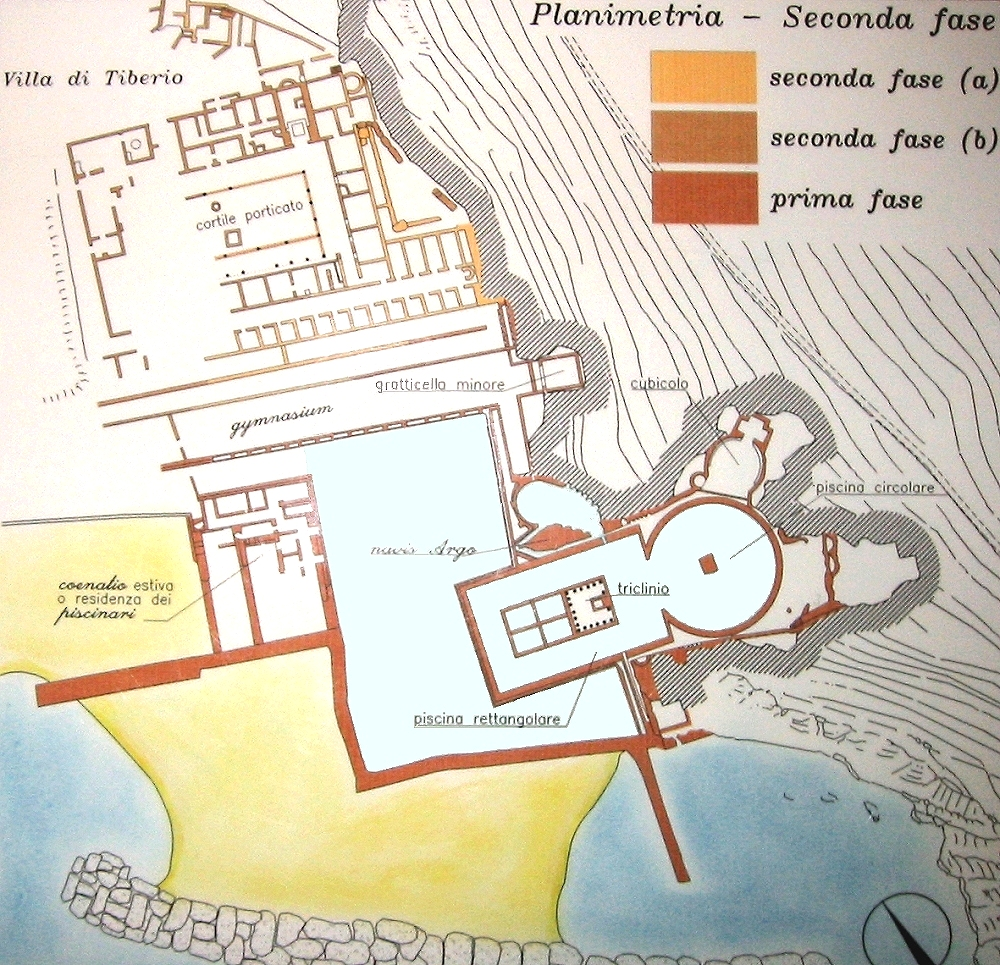
Plànol de la vila i de la gruta

Les estàtues de Sperlonga són un ampli conjunt d'escultures descobertes al 1957 a la vil·la de Tiberi a Sperlonga.
Aquestes restes es trobaren dins d'una gran cova natural davant la mar, que en l'antiguitat va servir per als festins de Tiberi. El 1963 es creà un museu a Sperlonga (Museu Archeologico Nazionale i Area Archeologica di Sperlonga) per exposar les escultures reconstruïdes i altres peces arqueològiques de la vil·la, seguint criteris que Mary Beard, especialista en història de la Mediterrània antiga, ha descrit com a "reinvencions creatives".
Els grups escultòrics representen diferents episodis de mitologia grega. Encara que són d'estil hel·lenístic, haurien estat executats al principi del període imperial romà. Segons una inscripció gravada al vaixell atacat per Escil·la, les obres s'han atribuït als mateixos escultors de l'escola ròdia, els noms de la qual Plini el Vell recull com a autors del famós grup de Laocoont i els seus fills: Agesànder, Atenodor i Polidor; aquesta atribució, però, està qüestionada.
Tàcit i Suetoni recullen que la cova s'enfonsà l'any 26, i estigué a punt d'afectar el mateix emperador. Degué ser en aquest moment, o en algun enfonsament posterior, quan les escultures s'esquarteraren, la qual cosa explica per què falten trossos en les reconstruccions modernes.

## Els quatre grups principals
Quatre grups escultòrics principals es disposaven entorn d'un estany circular artificial que ocupa la major part de la cova, lligat a un estany major a fora. Al fons de la gruta hi havia un grup (grup de Polifem) que representa Ulisses i els seus companys encegant el ciclop Polifem, en què la figura central és un Polifem recolzat a causa de la seva embriaguesa. Més a prop de l'eixida de la cova, damunt un illot enmig d'un estany, hi havia el grup de Escil·la, que representa l'atac d'Escil·la contra el vaixell d'Ulisses. A banda i banda de l'entrada hi havia dos grups que representen escenes relatives a Ulisses, però no apareixen en la narració homèrica, sinó en altres fonts (com Les metamorfosis d'Ovidi), i mostren aspectes oposats de l'heroi: el grup Pasquino que representa Ulisses carregant el cos d'Aquil·les després d'una batalla (una mostra de pietas), i el grup Pal·ladi, que representa Diomedes i Ulisses robant el Pal·ladi, una estàtua sagrada de la ciutat de Troia.

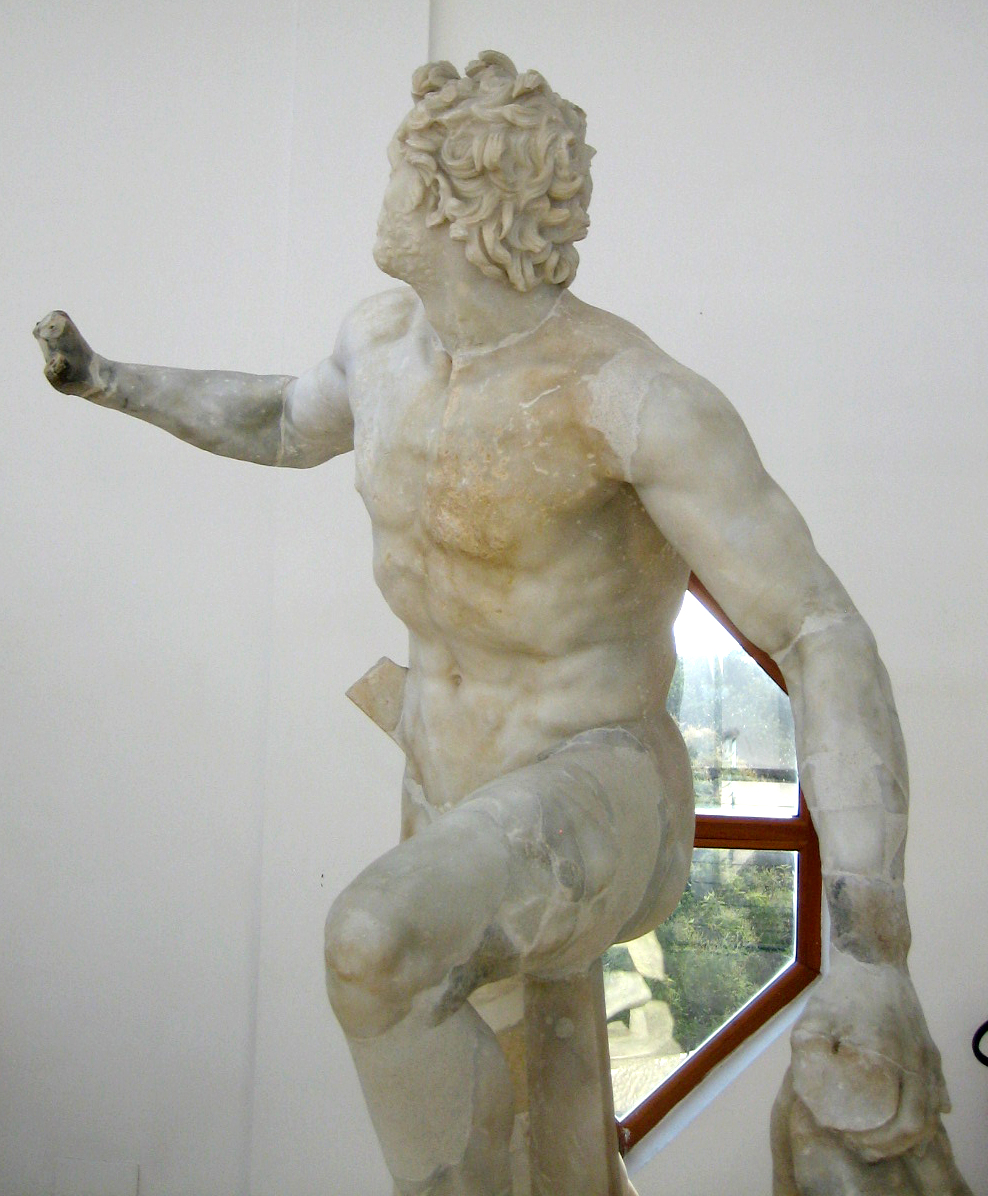
El «portador de vi»
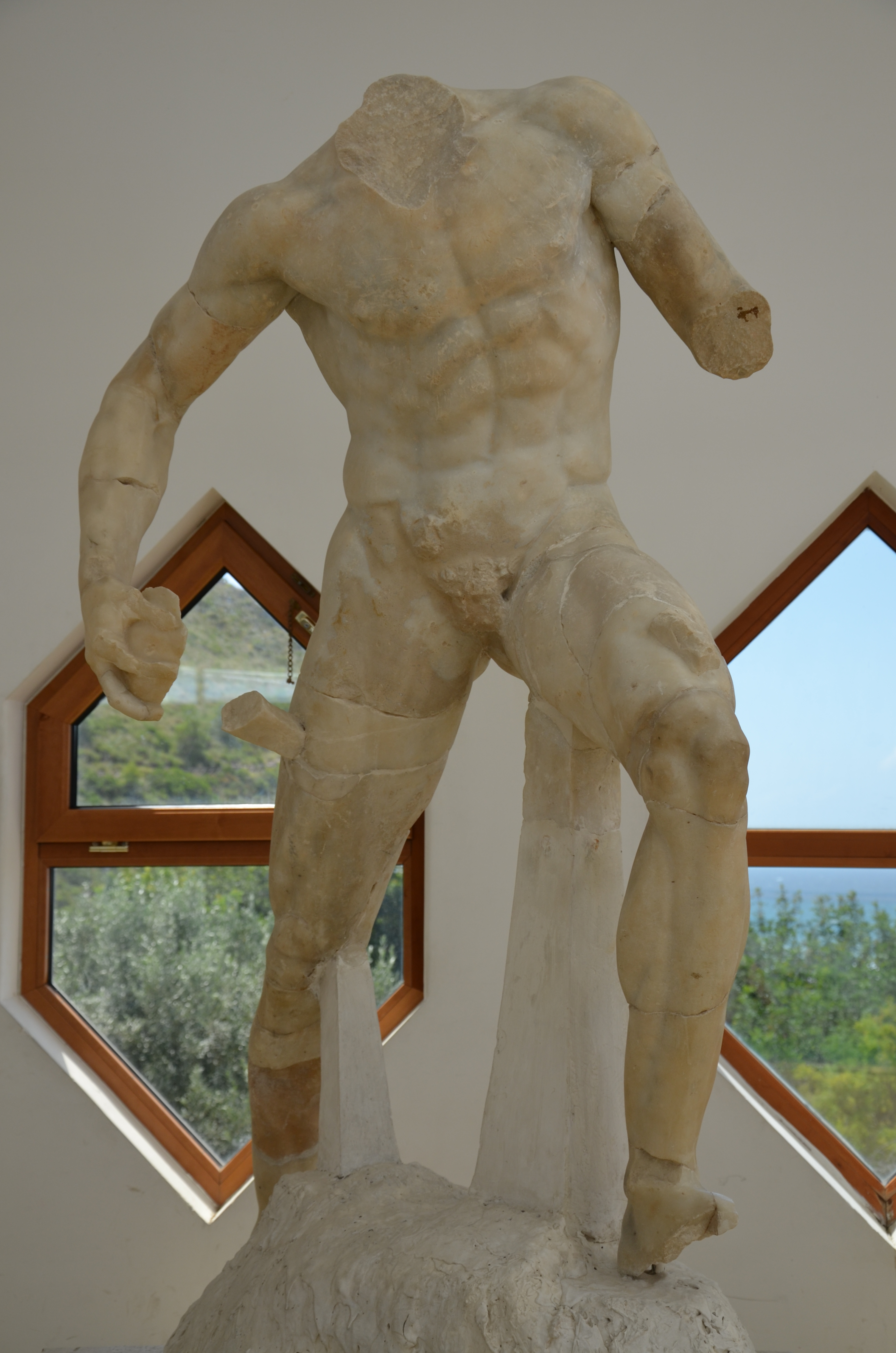
Un dels companys d'Ulisses, sostenint un cap de l'estaca amb què ceguen a Polifem
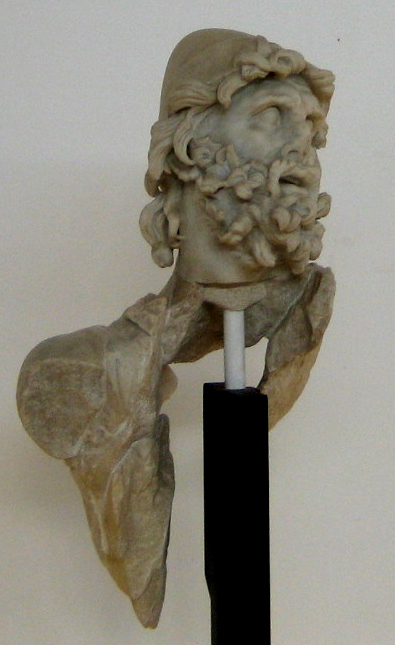
Reconstrucció de la figura d'Ulisses del grup Polifem

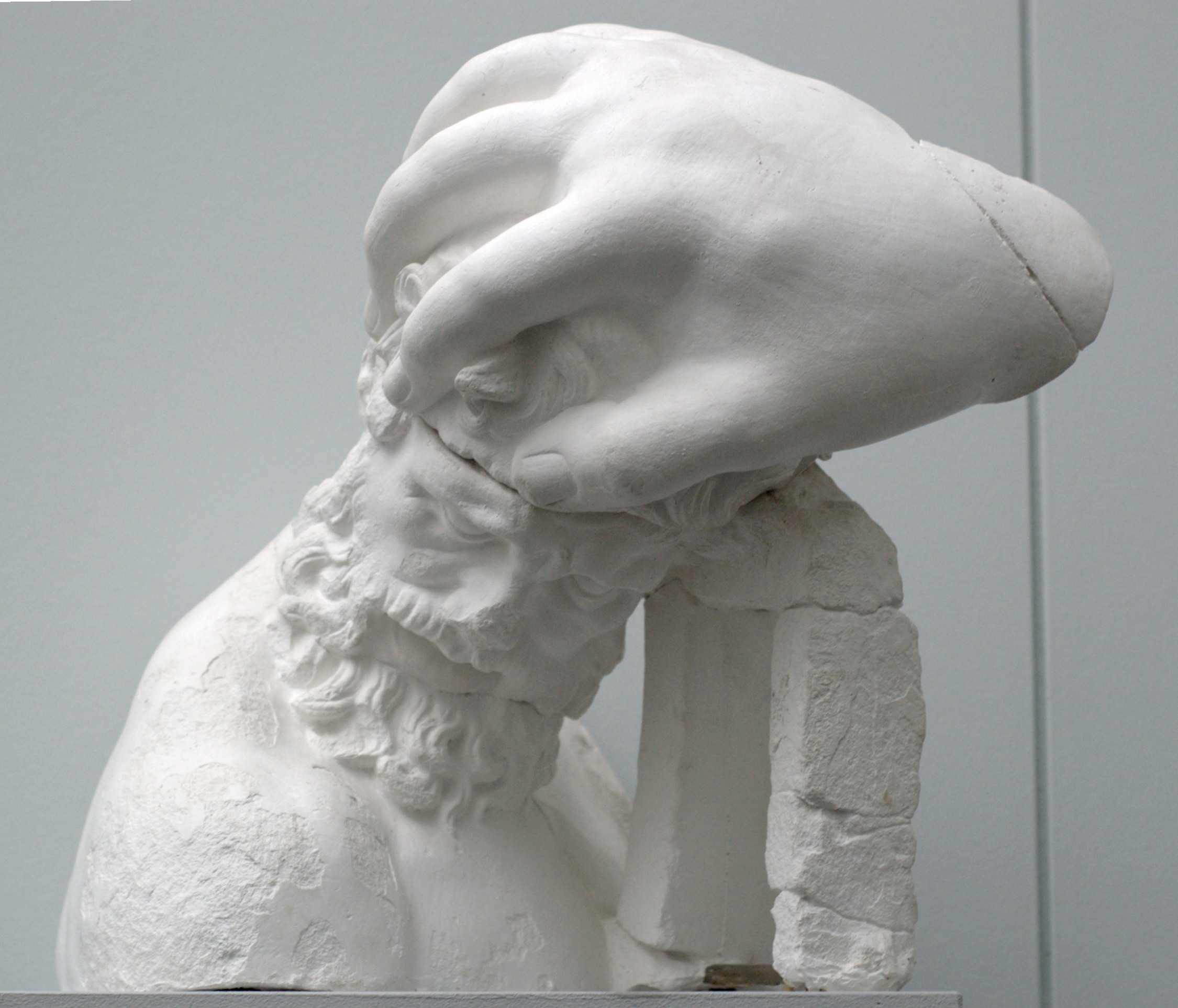
Reconstrucció arbitrària de la mà d'Escil·la, agafant un cap
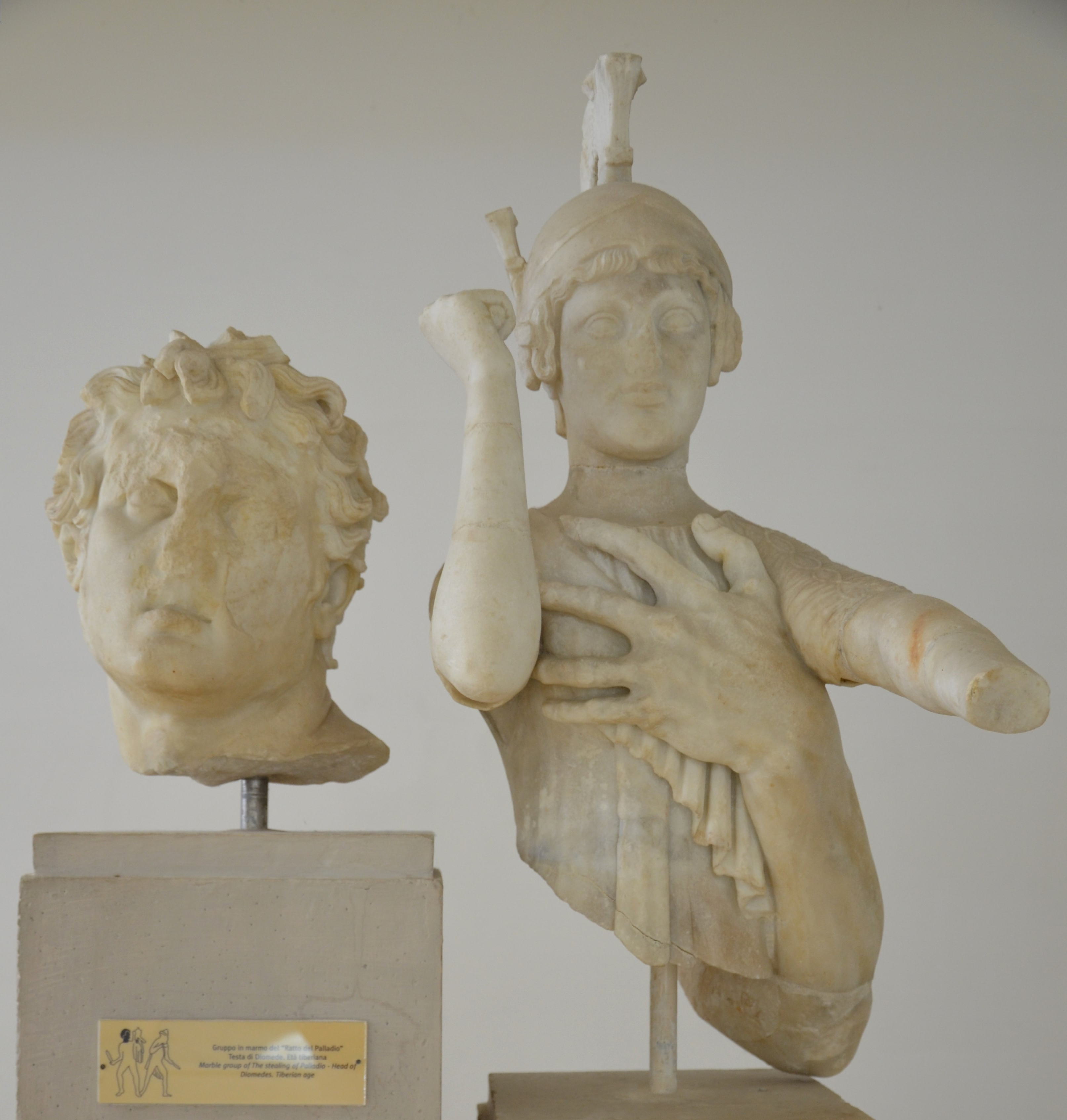
Reconstrucció arbitrària de part del grup Pal·ladi: el cap de Diomedes i el seu braç, agafant el Pal·ladi

## Rapte de Ganimedes
En una base construïda a gratcient, sobre el centre de l'entrada a la cova, se situava un grup que representa el rapte de Ganimedes, compost per la figura de Ganimedes i la de Zeus transformat en àguila. Actualment se n'ha disposat una rèplica en la posició originària. A diferència de la iconografia habitual de Ganimedes, se li representa completament vestit, i el que és encara més estrany, els vestits són orientals: això pot explicar-se com una indicació de la seua pàtria (era un príncep troià, en la major part de les versions del mite, un besoncle del rei Príam, en unes altres oncle o germà), encara que aquesta és l'única representació coneguda de Ganimedes en què s'emfasitza aquesta relació. Té el cos tallat en un bell marbre policrom, procedent de Frígia (de nou relacionat amb una proximitat a Troia), mentre que el cap ho està en marbre blanc, que degué ser pintat.

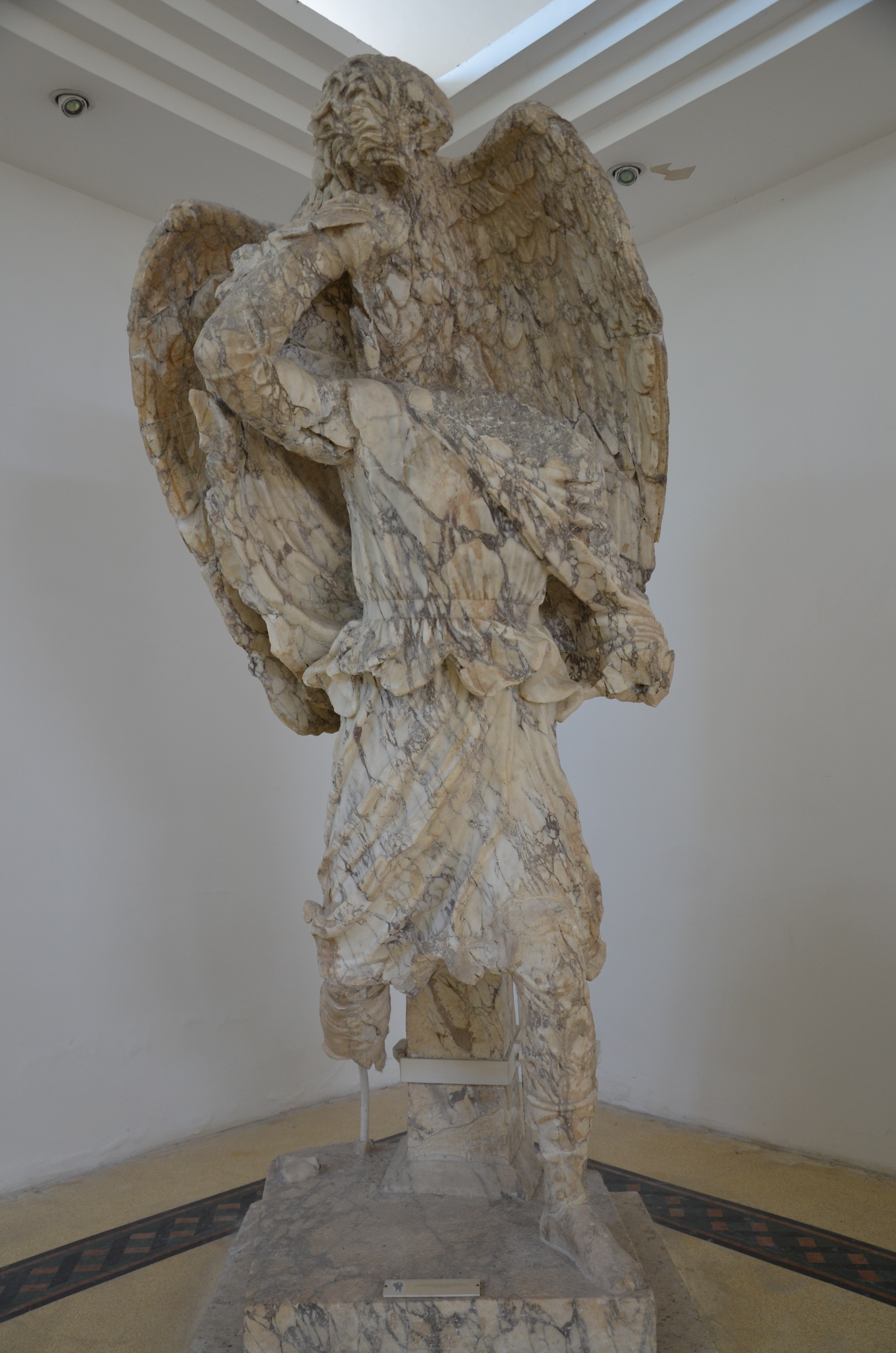
El Ganimedes original
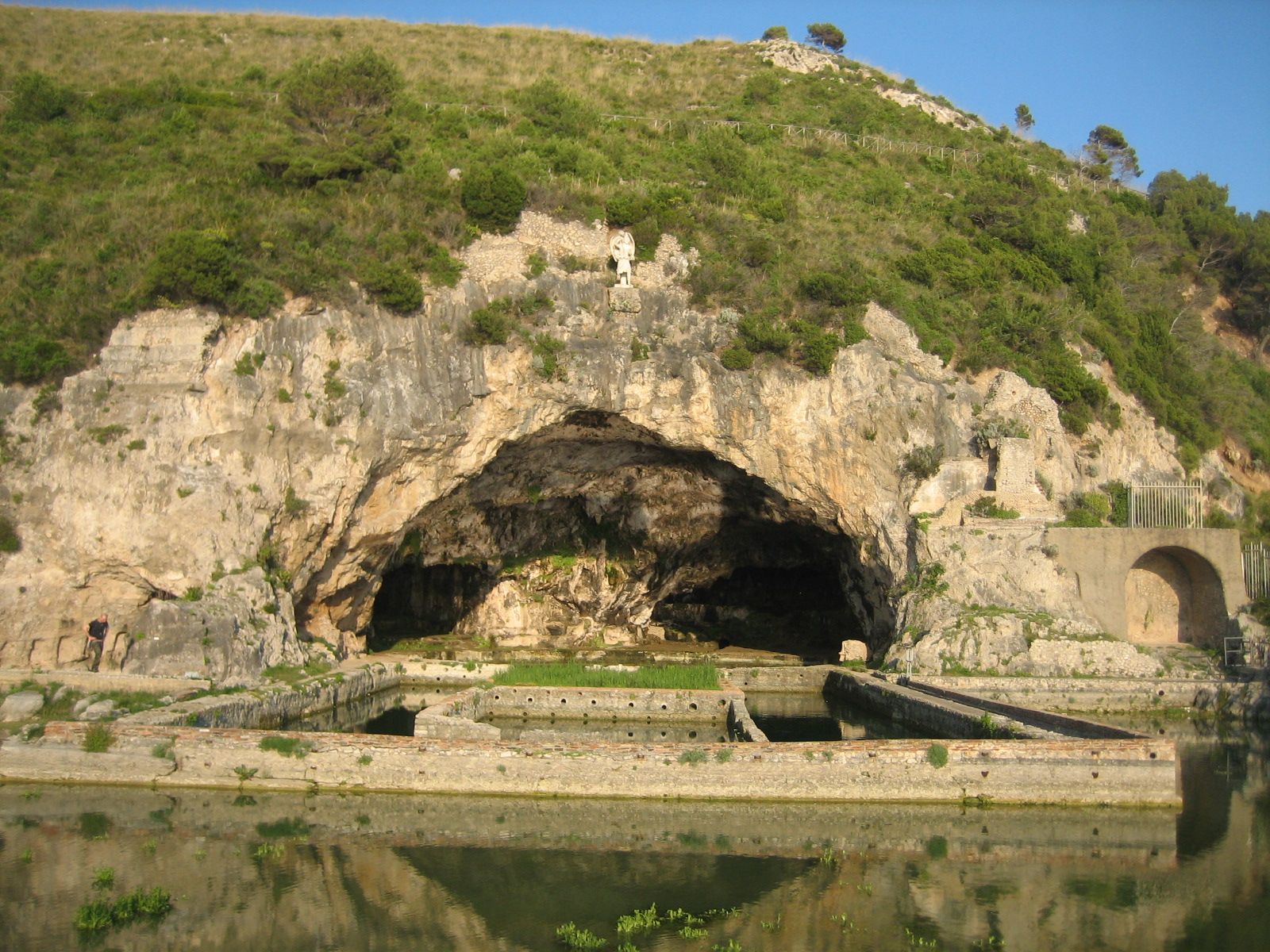
La rèplica del Ganimedes en el seu context